# کوهون‌لو
کوهون‌لو (به لاتین: Köhünlü) یک منطقه مسکونی در جمهوری آذربایجان است که در شهرستان کردامیر واقع شده است. کوهون‌لو ۱۱۴۰ نفر جمعیت دارد.